# Mark Furey
Pour les articles homonymes, voir Furey.
Mark Furey est un homme politique néo-écossais. De 2013 à 2021, il représente Lunenburg-Ouest à l'Assemblée législative de la Nouvelle-Écosse, au Canada,  et occupe plusieurs portefeuilles ministériels dans les deux gouvernements McNeil.
Membre du Parti libéral, il a été élu député de la circonscription de Lunenburg-Ouest à l'Assemblée législative de la Nouvelle-Écosse lors de l'élection provinciale du mardi 8 octobre 2013. Il a été réélu en 2017.
Avant son élection, il a eu une carrière de 32 ans à la Gendarmerie royale du Canada.
Le 22 octobre 2013, il devient ministre de Service Nouvelle-Écosse et des Relations avec les municipalités, ministre responsable de la partie II de la loi sur la réglementation des jeux et ministre responsable de la loi sur la location à usage d'habitation au conseil exécutif de la Nouvelle-Écosse. Il devient ministre de l'Entreprise le 9 avril 2015. Le 24 juillet 2015, il cesse d'être ministre des Affaires municipales, mais reste ministre de l'Entreprise et ministre de Service Nouvelle-Écosse. 
Après le remaniement du 15 juin 2017, il est procureur général et ministre de la Justice, secrétaire provincial et ministre des Relations de travail. En février 2021, il annonce qu'il ne sera pas candidat à sa réélection et il ne fait pas partie du Cabinet Rankin.